# Gapowo (województwo pomorskie)
Gapowo (kaszub. Gapòwò) – wieś w Polsce, położona w województwie pomorskim, w powiecie kartuskim, w gminie Stężyca. 
| SIMC    | Nazwa       | Rodzaj    |
| ------- | ----------- | --------- |
| 0173692 | Betlejem    | część wsi |
| 0173700 | Czysta Woda | część wsi |
| 0173717 | Malbork     | część wsi |
| 0173723 | Szczukowo   | część wsi |

Wieś jest siedzibą sołectwa Gapowo.
Gapowo 31 grudnia 2014 r. miało 203 stałych mieszkańców, z których 112 osób mieszkało w głównej części miejscowości.
W latach 1975–1998 miejscowość administracyjnie należała do województwa gdańskiego.